# 50033 Perelman
50033 Perelman è un asteroide della fascia principale. Scoperto nel 2000, presenta un'orbita caratterizzata da un semiasse maggiore pari a 2,7685739 au e da un'eccentricità di 0,0703206, inclinata di 9,87474° rispetto all'eclittica.
L'asteroide è dedicato al matematico russo Grigorij Jakovlevič Perel'man.